# Elaeocarpus eumundi
Elaeocarpus eumundi är en tvåhjärtbladig växtart som beskrevs av Frederick Manson Bailey. Elaeocarpus eumundi ingår i släktet Elaeocarpus och familjen Elaeocarpaceae. Inga underarter finns listade i Catalogue of Life.